# La Dernière Charge
Pour plus de détails, voir Fiche technique et Distribution.
La Dernière Charge (Lotna) est un film polonais réalisé par Andrzej Wajda, sorti en 1959.

## Fiche technique
- Titre original : Lotna
- Titre français : La Dernière Charge
- Réalisation : Andrzej Wajda
- Scénario : Andrzej Wajda et Wojciech Zukrowski
- Photographie : Jerzy Lipman
- Musique : Tadeusz Baird
- Pays d'origine : Pologne
- Genre : guerre
- Durée : 90 minutes
- Date de sortie : 1959

## Distribution
- Jerzy Pichelski : Capitaine de cavalerie Chodakiewicz
- Adam Pawlikowski : Lieutenant Wodnicki
- Jerzy Moes : Cadet Grabowski
- Mieczyslaw Loza : Sergent-Major Laton
- Bozena Kurowska : Ewa
- Roman Polanski : Musicien